# Кузнецовское сельское поселение (Орловский район Кировской области)
Кузнецовское сельское поселение — муниципальное образование в составе Орловского района Кировской области России.
Столица — деревня Кузнецы.

## История
Кузнецовское сельское поселение образовано 1 января 2006 года согласно Закону Кировской области от 07.12.2004 № 284-ЗО.
5 июля 2011 года в соответствии с Законом Кировской области № 18-ЗО поселение включено в состав Орловского сельского поселения.

## Состав
В состав поселения входят 33 населённых пункта:
| - деревня Кузнецы - деревня Болдычи - деревня Большие Ждановы - деревня Боярщина - деревня Вершинята - деревня Весниничи - деревня Головешкины - деревня Даниловка - деревня Заберезник - деревня Зачернушка - деревня Казаковцевы | - деревня Казанщина - деревня Кипеневщина - деревня Кодачиги - деревня Кодоловщина - деревня Колеватовы - деревня Колупаевы - деревня Кривошеины - деревня Крыловщина - деревня Малые Ждановы - деревня Мамаевщина - деревня Монастырщина | - деревня Нижние Опарины - деревня Ожигановы - деревня Перминовы - деревня Поляновщина - деревня Пушкаревщина - деревня Саламатовы - деревня Сенцы - деревня Скозырята - деревня Малые Соловьи - деревня Шадрины - деревня Шигонцы |